# 鉤莖窗翅葉蟬
鈎莖窗翅葉蟬（学名：Mileewa harpa）为葉蟬科窗翅葉蟬屬下的一个种。